# Yuriria (Messico)
Yuriria è una città dello stato di Guanajuato, nel Messico centrale, capoluogo dell'omonima municipalità.
La popolazione cittadina è di 26.337 (2000), mentre quella della municipalità è di 51.782 abitanti (2010). Copre un'estensione di 668,40 km².

## Monumenti e luoghi di interesse

### Convento agostiniano

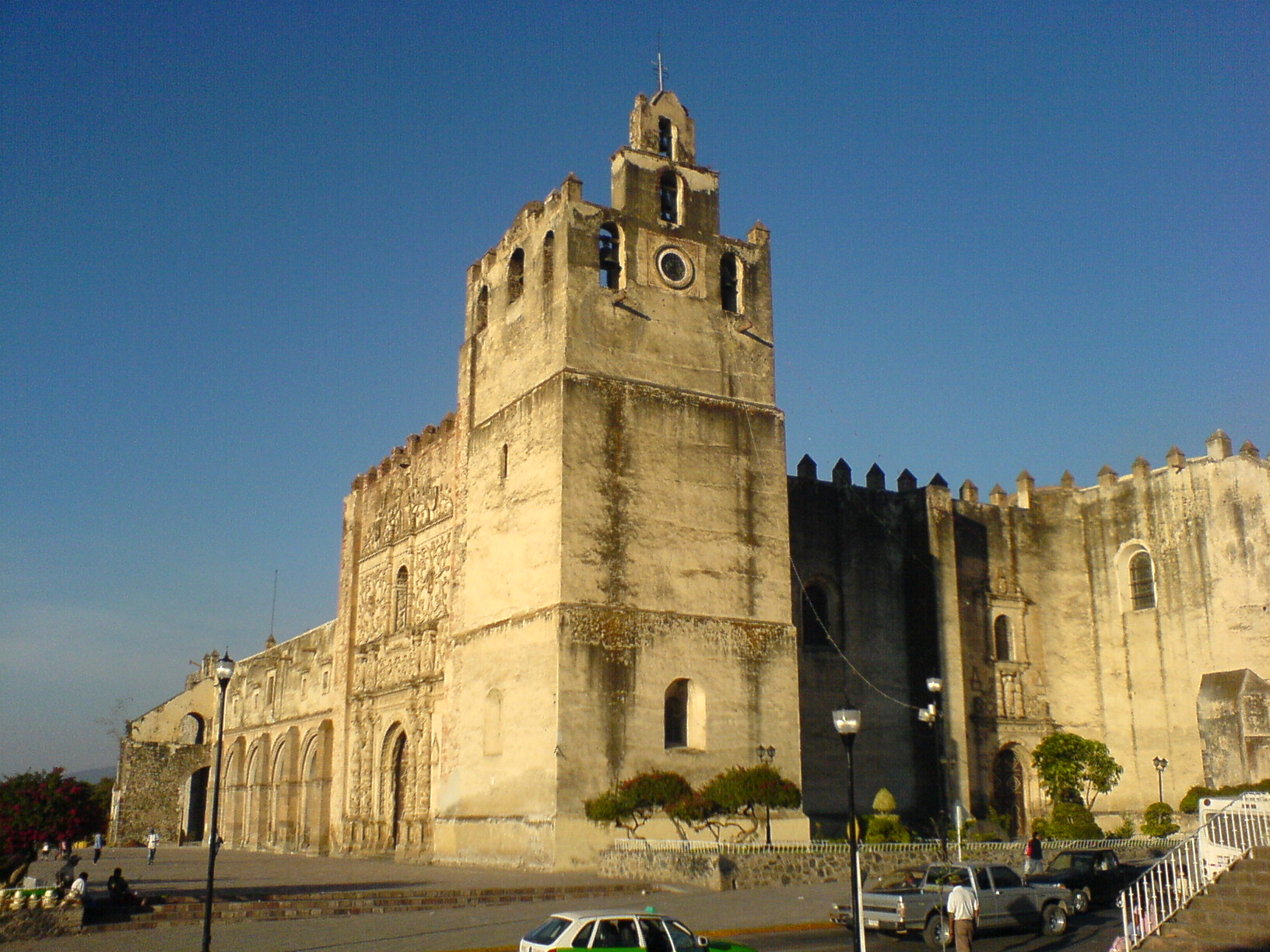
Il convento agostiniano

Il convento agostiniano edificato tra il 1556 e il 1567 dai padri Diego Chavéz y Alvarado (parente del conquistatore Pedro de Alvarado) e Pedro del Toro.
Questa fortezza sacra servì per lungo tempo ai monaci e agli indios cristiani come rifugio contro i frequenti attacchi degli indios nemici.
Straordinario, per il XVI secolo, è il transetto della chiesa, costruito secondo la tradizione medievale e gotica. L'esterno è caratterizzato da un massiccio campanile con il ceppo della campana aperto, il tetto ornato di merli e imponenti contrafforti.
La facciata principale è un brillante esempio di stile plateresco, trasformato dalla fantasia degli artisti indios ed è chiaramente una copia di quella ispano-plateresca di Acolman. Le linee plateresche qui vengono nascoste da un motivo complicato di fiori e foglie; al lato del portone ci sono le statue dei santi Pietro e Paolo. Sulla cornice della facciata laterale è collocata la statua di San Nicola da Tolentino, protettore della provincia. Una parte dell'interno della chiesa fu danneggiato da un incendio all'inizio del XIX secolo, ma più tardi restaurata. Il sontuoso chiostro a due piani del monastero è costituito da arcate gotiche e ha una monumentale scalinata.